# Autohaus Südhannover

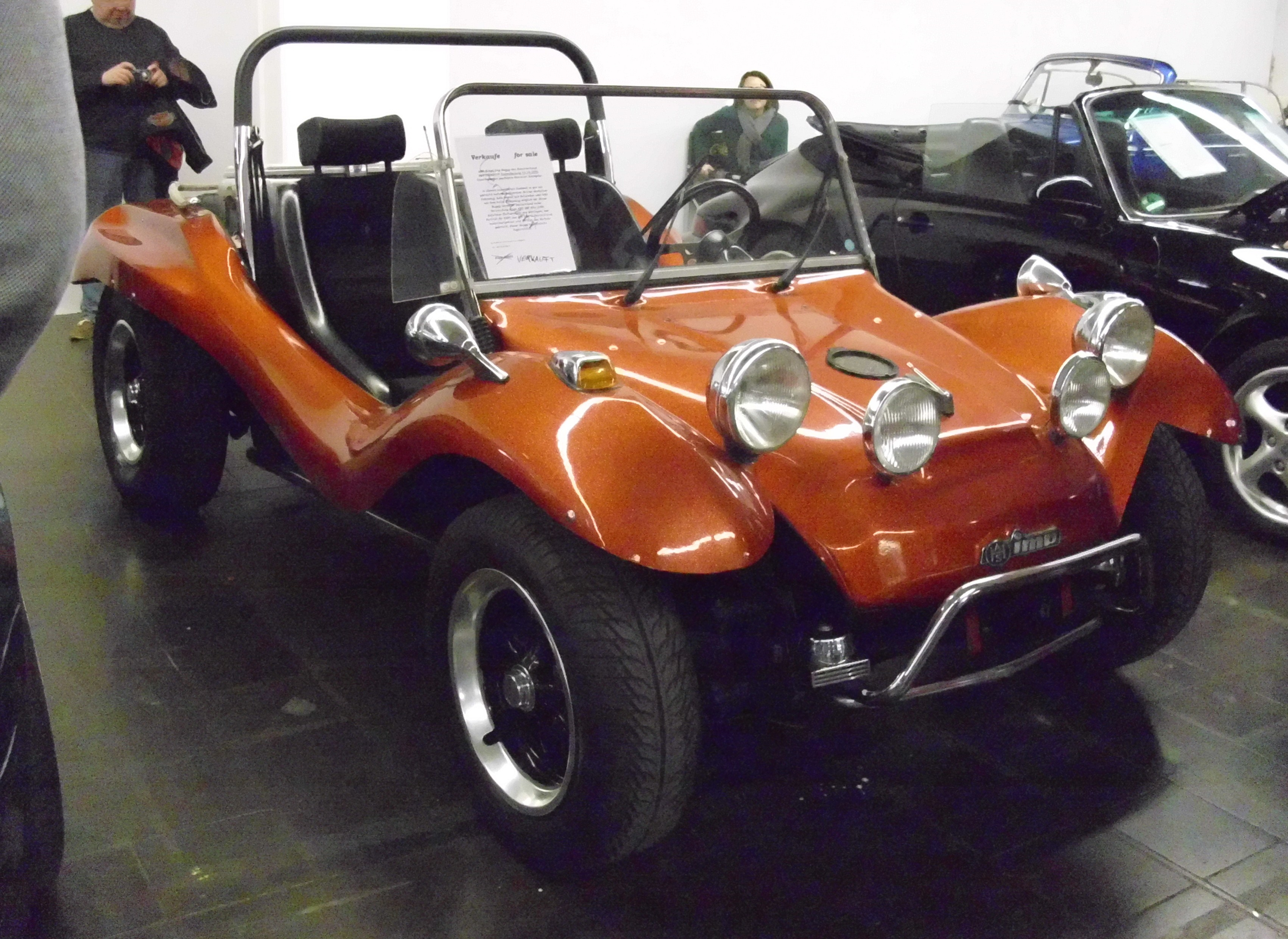
AHS Imp von 1970

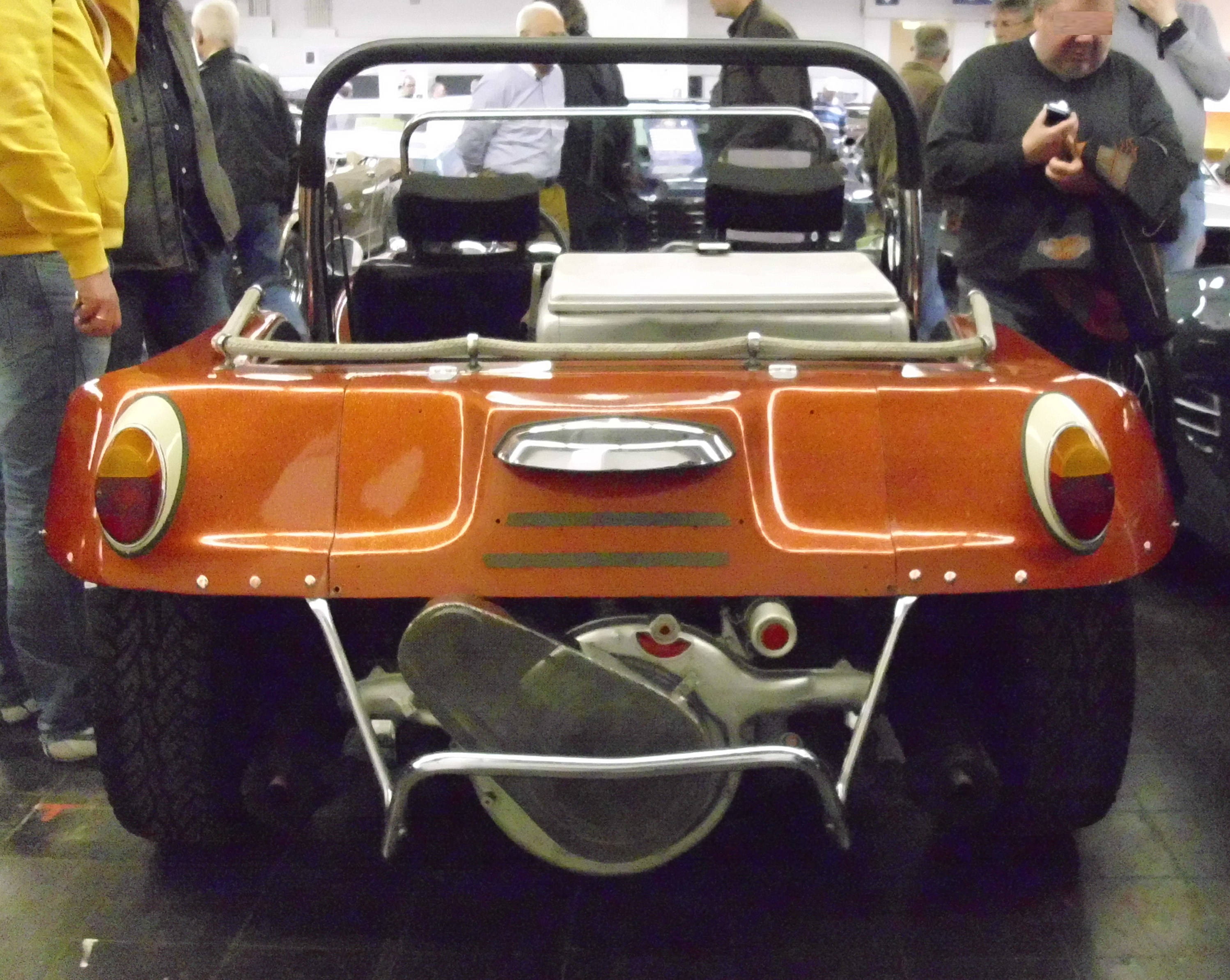
Heckansicht

Das Autohaus Südhannover war ein deutscher Hersteller von Automobilen.

## Unternehmensgeschichte
Das Unternehmen aus Göttingen begann 1969 mit der Produktion von Automobilen. Der Markenname lautete AHS. Etwa 1978 endete die Produktion.

## Fahrzeuge
Das einzige Modell war der AHS Imp. Dabei handelte es sich um einen Buggy auf Basis eines VW-Buggy, der von Engineered Motor Products in den USA entwickelt worden war. Auf das Fahrgestell eines VW Käfers wurde eine offene Karosserie aus Kunststoff montiert. Für den Antrieb sorgte ein Vierzylinder-Boxermotor. Im Modelljahr 1972 betrug der Preis für einen Bausatz 3220 DM und für ein Komplettfahrzeug 9100 DM. Ab 1977 fertigte Karmann aus Osnabrück einige dieser Fahrzeuge, und AHS vertrieb sie.